# Bocydium sexvesicatum
Bocydium sexvesicatum (лат.) — вид горбаток рода Bocydium из подсемейства Stegaspidinae (Membracidae).

## Распространение
Неотропика.

## Описание
Мелкие равнокрылые насекомые (около 5 мм) с большим разветвлённым спинным отростком на груди. От близких видов отличается следующими признаками: боковое шаровидное вздутие (луковица) переднеспинки образовано двумя отдельными лопастями, поэтому всего их шесть (отсюда видовое название - B. sexvesicatum); боковая ветвь переднеспинки медиально расширена в два луковидных выроста; передние луковицы стебельчатые. Дорсальная вершина центральной ножки переднеспинки расширена в луковидный выступ.